# Municipio de Minneha
El municipio de Minneha (en inglés: Minneha Township) es un municipio ubicado en el condado de Sedgwick en el estado estadounidense de Kansas. En el año 2010 tenía una población de 3417 habitantes y una densidad poblacional de 123,55 personas por km².

## Geografía
El municipio de Minneha se encuentra ubicado en las coordenadas 37°41′40″N 97°12′47″O / 37.69444, -97.21306. Según la Oficina del Censo de los Estados Unidos, el municipio tiene una superficie total de 27.66 km², de la cual 27.16 km² corresponden a tierra firme y (1.81%) 0.5 km² es agua.

## Demografía
Según el censo de 2010, había 3417 personas residiendo en el municipio de Minneha. La densidad de población era de 123,55 hab./km². De los 3417 habitantes, el municipio de Minneha estaba compuesto por el 93.53% blancos, el 1.29% eran afroamericanos, el 0.32% eran amerindios, el 2.28% eran asiáticos, el 0.12% eran isleños del Pacífico, el 0.73% eran de otras razas y el 1.73% pertenecían a dos o más razas. Del total de la población el 2.19% eran hispanos o latinos de cualquier raza.